# Victoria and Albert Museum
Victoria and Albert Museum (často zkracováno na V&A) je muzeum specializované na aplikované a dekorativní umění. Nachází se na rohu Cromwell Gardens a Exhibition Road v londýnském obvodu Kensington a Chelsea.
Bylo založeno roku 1852 jako South Kensington Museum, po úspěchu velké výstavy roku 1851. Jejím prvním ředitelem byl Henry Cole, spolupořadatel velké výstavy, který získal některé exponáty z této akce pro sbírky muzea. Původně kolekce muzea obsahovala jak umělecké tak i vědecké předměty a bylo založeno proto, aby návštěvníkům předvedla exponáty z obou oborů.
Roku 1913 byly vědecké sbírky vyčleněny a vytvořily základ Science Museum. Od té doby plnilo muzeum roli jednoho z největších muzeí dekorativního umění. Roku 1899 bylo na počest královny Viktorie a jejího manžela prince Alberta přejmenováno na Victoria and Albert Museum. Od 80. let 20. století je muzeum oficiálně označováno jako Victoria and Albert Museum, the National Museum of Art and Design.
Muzeum obsahuje rozsáhlé sbírky evropského, indického, čínského, korejského a islámského dekorativního umění. Obsahuje výstavní sály pro sochy, sklo, bižuterii, brnění, zbraně, kostýmy, textilie, hudební nástroje, tepané železo, barevné sklo, ozdobné kovové předměty, keramiku, nábytek, architekturu, fotografie, akvarely britských umělců a mnoho dalších předmětů.
Jednou z výrazných částí muzea je Cast Court, sál s výškou dvou poschodí, v němž se nachází množství sádrových soch. Dominantu tvoří replika Trajánova sloupu v původní velikosti, který je zkrácen, aby se vešel do místnosti. V dalším sále se nachází různé práce italských renesančních sochařů, včetně repliky Michelangelova Davida v původní velikosti.
V muzeu se také nachází britská národní sbírka soch, včetně Berniniho fontány s Neptunem a Tritonem a Tři grácie od Antonia Canovy.
Budova muzea se rozkládá na ploše 45 000 m², obsahuje 145 výstavních sálů a 4 milióny předmětů.
Od 22. listopadu 2001 je vstup do muzea volný.

## Fotografie
Sbírka obsahuje více než 500 000 snímků z rané doby fotografie, nejstarší obraz je z roku 1839. Galerie exponáty a výstavy různě obměňuje.
Sbírka zahrnuje práce mnoho fotografů z historie, jako například: Fox Talbot, Julia Margaret Cameron, Clementina Hawarden, Gustave Le Gray, Benjamin Brecknell Turner, Frederick Hollyer, Samuel Bourne, Roger Fenton, Man Ray, Henri Cartier-Bresson, Ilse Bing, Bill Brandt, Cecil Beaton (muzeum vlastní přes 8000 jeho negativů), Don McCullin, David Bailey, Jim Lee nebo Helen Chadwick; až po umělecká fotografická díla 21. století.
Jednu z výjimečných sbírek tvoří 781 desek Eadwearda Muybridge z cyklu Animal Locomotion z roku 1887. Tyto sekvence fotografií pořízených ve zlomcích sekundy od sebe zachycují obrazy různých zvířat a lidí při různých akcích.
Sbírka obsahuje sedm snímků ze série londýnského pouličního života Street Life in London Johna Thomsona z roku 1876. Muzeum také vlastní portréty Jamese Lafayetta, tato kolekce obsahuje více než 3 500 skleněných desek a celuloidových negativů z konce 19. a počátku 20. století a zobrazuje širokou škálu lidí společnosti toho období, včetně biskupů, generálů, dam ve společenském oblečení, Indické maháradžy, etiopské vládce a další zahraniční vůdce, herečky, lidé v automobilech a řadu fotografií hostů na známém maškarním plese konaném v Devonshire House v roce 1897 na oslavu diamantového jubilea královny Viktorie.
V roce 2003 a 2007 Penelope Smail a Kathleen Moffat velkoryse darovali muzeu rozsáhlý archiv Curtise Moffata. Moffat tvořil dynamické abstraktní fotografie, inovativní barevná zátiší, glamour společenské portréty z období 20. a 30. let 20. století. Je považován také za významnou postavu modernismu. V Paříži během dvacátých let spolupracoval s Man Rayem, se kterým tvořil portréty a abstraktní fotogramy neboli „rayogramy“.